# Evert van Linge
Evert van Linge (Veendam, 19 novembre 1895 – Groninga, 6 dicembre 1964) è stato un calciatore e architetto olandese, di ruolo difensore.

## Carriera
A livello di club, Evert van Linge ha giocato dal 1918 al 1926 per il Be Quick 1887, con cui ha vinto un campionato olandese nella stagione 1919-1920.
Ha giocato 13 partite con la Nazionale olandese, segnando 3 goal, di cui due alla Francia e uno alla Svizzera. Ha esordito il 24 agosto 1919 a Stoccolma contro la Svezia.
Ha anche fatto parte dei convocati per i Giochi olimpici di Anversa 1920, dove l'Olanda è arrivata terza, e di Parigi 1924, dove ha giocato contro Romania, Irlanda e Uruguay.

## Palmarès

### Nazionale
- Bronzo olimpico: 1

Olanda: Anversa 1920

## Dopo il ritiro
Dopo il ritiro ha iniziato la professione di architetto, costruendo, tra le altre cose, lo Stadion Esserberg, dove gioca tuttora il Be Quick 1887.

## Statistiche

### Cronologia presenze e reti in Nazionale
| Cronologia completa delle presenze e delle reti in nazionale ― Paesi Bassi | Cronologia completa delle presenze e delle reti in nazionale ― Paesi Bassi | Cronologia completa delle presenze e delle reti in nazionale ― Paesi Bassi | Cronologia completa delle presenze e delle reti in nazionale ― Paesi Bassi | Cronologia completa delle presenze e delle reti in nazionale ― Paesi Bassi | Cronologia completa delle presenze e delle reti in nazionale ― Paesi Bassi | Cronologia completa delle presenze e delle reti in nazionale ― Paesi Bassi | Cronologia completa delle presenze e delle reti in nazionale ― Paesi Bassi |
| Data                                                                       | Città                                                                      | In casa                                                                    | Risultato                                                                  | Ospiti                                                                     | Competizione                                                               | Reti                                                                       | Note                                                                       |
| -------------------------------------------------------------------------- | -------------------------------------------------------------------------- | -------------------------------------------------------------------------- | -------------------------------------------------------------------------- | -------------------------------------------------------------------------- | -------------------------------------------------------------------------- | -------------------------------------------------------------------------- | -------------------------------------------------------------------------- |
| 24-8-1919                                                                  | Stoccolma                                                                  | Svezia                                                                     | 4 – 1                                                                      | Paesi Bassi                                                                | Amichevole                                                                 | -                                                                          |                                                                            |
| 17-4-1922                                                                  | Amsterdam                                                                  | Paesi Bassi                                                                | 2 – 0                                                                      | Danimarca                                                                  | Amichevole                                                                 | -                                                                          |                                                                            |
| 7-5-1922                                                                   | Amsterdam                                                                  | Paesi Bassi                                                                | 1 – 2                                                                      | Belgio                                                                     | Amichevole                                                                 | -                                                                          |                                                                            |
| 2-4-1923                                                                   | Amsterdam                                                                  | Paesi Bassi                                                                | 8 – 1                                                                      | Francia                                                                    | Amichevole                                                                 | 2                                                                          |                                                                            |
| 29-4-1923                                                                  | Amsterdam                                                                  | Paesi Bassi                                                                | 1 – 1                                                                      | Belgio                                                                     | Amichevole                                                                 | -                                                                          |                                                                            |
| 10-5-1923                                                                  | Amburgo                                                                    | Germania                                                                   | 0 – 0                                                                      | Paesi Bassi                                                                | Amichevole                                                                 | -                                                                          |                                                                            |
| 23-3-1924                                                                  | Amsterdam                                                                  | Paesi Bassi                                                                | 1 – 1                                                                      | Belgio                                                                     | Amichevole                                                                 | -                                                                          |                                                                            |
| 21-4-1924                                                                  | Amsterdam                                                                  | Paesi Bassi                                                                | 0 – 1                                                                      | Germania                                                                   | Amichevole                                                                 | -                                                                          |                                                                            |
| 27-4-1924                                                                  | Anversa                                                                    | Belgio                                                                     | 1 – 1                                                                      | Paesi Bassi                                                                | Amichevole                                                                 | -                                                                          |                                                                            |
| 27-5-1924                                                                  | Parigi                                                                     | Paesi Bassi                                                                | 6 – 0                                                                      | Romania                                                                    | Olimpiadi 1924                                                             | -                                                                          |                                                                            |
| 2-6-1924                                                                   | Parigi                                                                     | Paesi Bassi                                                                | 2 – 1                                                                      | Irlanda                                                                    | Olimpiadi 1924                                                             | -                                                                          |                                                                            |
| 6-6-1924                                                                   | Parigi                                                                     | Paesi Bassi                                                                | 1 – 2                                                                      | Uruguay                                                                    | Olimpiadi 1924                                                             | -                                                                          |                                                                            |
| 28-3-1926                                                                  | Amsterdam                                                                  | Paesi Bassi                                                                | 5 – 0                                                                      | Svizzera                                                                   | Amichevole                                                                 | 1                                                                          |                                                                            |
| Totale                                                                     |                                                                            | Presenze                                                                   | 13                                                                         |                                                                            | Reti                                                                       | 3                                                                          |                                                                            |

## Palmarès
- Campionato olandese: 1

Be Quick 1887: 1919-1920